# Aponogeton azureus
Aponogeton azureus là một loài thực vật thuộc họ Aponogetonaceae. Đây là loài đặc hữu của Namibia. Môi trường sống tự nhiên của chúng là đầm nước ngọt. Chúng hiện đang bị đe dọa vì mất môi trường sống.